# Oospila lilacina
Oospila lilacina är en fjärilsart som beskrevs av W. Warren 1906. Oospila lilacina ingår i släktet Oospila och familjen mätare. Inga underarter finns listade i Catalogue of Life.